# Kanton Anse
Kanton Anse (francouzsky Canton d'Anse) je francouzský kanton v departementu Rhône v regionu Rhône-Alpes. Tvoří ho 15 obcí.

## Obce kantonu
- Alix
- Ambérieux
- Anse
- Belmont-d'Azergues
- Charnay
- Chazay-d’Azergues
- Lachassagne
- Liergues
- Lozanne
- Lucenay
- Marcy
- Morancé
- Pommiers
- Pouilly-le-Monial
- Saint-Jean-des-Vignes